# Namhae
L'île Namhae (en coréen : 남해도) est une île située dans la province de Gyeongsang du Sud en Corée du Sud. C'est la cinquième plus grande île de Corée du Sud. Avec l'île de Changseon, elle forme le district de Namhae. Elle est reliée au continent par le pont de Namhae.